# كريستيان إدغاردو ألفاريز
كريستيان إدغاردو ألفاريز (بالإسبانية: Cristian Edgardo Álvarez)‏ (19 أبريل 1978 في السلفادور - ) هو لاعب كرة قدم سلفادوري في مركز الوسط. شارك مع منتخب السلفادور لكرة القدم. أما مع النوادي، فقد لعب مع نادي إيسبينهو ونادي سانتانيكوس أسوشيتد وC.D. Dragón ‏.

## وصلات خارجية
- كريستيان إدغاردو ألفاريز على موقع الاتحاد الدولي (مؤرشف)  (الإنجليزية)
- كريستيان إدغاردو ألفاريز على موقع قاعدة بيانات كرة القدم.إي يو (الإنجليزية)
- كريستيان إدغاردو ألفاريز على موقع ناشيونال فوتبول تيمز (الإنجليزية)